# Ectoedemia sericopeza
The Norway Maple Seedminer (Ectoedemia sericopeza) là một loài bướm đêm thuộc họ Nepticulidae. Nó được tìm thấy ở Fennoscandinavia to Pyrenees, Ý, và Hy Lạp và from Đảo Anh to Nga và Ukraina. Nó cũng có mặt ở Bắc Mỹ, ở đó nó has been recorded from Delaware, Massachusetts, Ontario và Quebec.
Sải cánh dài 6–9 mm.
Ấu trùng ăn Acer platanoides. Chúng ăn lá nơi chúng làm tổ. 